# St. Bonifacius (Minnesota)
Pour les articles homonymes, voir St. Bonifacius.
St. Bonifacius est une ville américaine située dans le Comté de Hennepin, dans le Minnesota. Selon le recensement de 2010, sa population est de 2 283 habitants.